# Schlotheimia papuana
Schlotheimia papuana är en bladmossart som beskrevs av Noguchi 1953. Schlotheimia papuana ingår i släktet Schlotheimia och familjen Orthotrichaceae. Inga underarter finns listade i Catalogue of Life.